# Haninge (comuna)
Haninge (em sueco: Haninge kommun) é uma comuna da Suécia localizada no condado de Estocolmo. Sua capital é a cidade de Handen. Possui 458 quilômetros quadrados e segundo censo de 2018, havia 89 989 habitantes.
Está situada a sudeste da cidade de Estocolmo, e localizada na ilha de Södertörn, pertencente à província histórica da Södermanland.

## Geografia
Uma terça parte da comuna é composta por ilhas do arquipélago de Estocolmo – Utö, Ornö, Muskö, etc... Uma parte considerável está coberta por florestas – parque nacional de Tyresta, etc... As sua áreas urbanas mais importantes ficam em Jordbro, Brandbergen e Västerhaninge.

## Comunicações
A comuna é atravessada pela estrada nacional 73 no sentido norte-sul, e pela linha férrea urbana de Estocolmo (Stockholms pendeltåg).

## Património turístico
Alguns pontos turísticos mais procurados atualmente são:

- Parque nacional de Tyresta (Tyresta nationalpark)
- Palácio de Årsta (Årsta slott)